# Gamla Uppsala
Gamla Uppsala er et sogn og en landsby uden for Uppsala i Sverige. I 2016 havde det 17.973 indbyggere.
Allerede i 200- og 300-tallet var det et vigtig religiøst, økonomisk og politisk centrum. Tidligt nedskrevne kilder hævder at Gamla Uppsala allerede var velkendt i Nordeuropa som sæde for de svenske konger fra Ynglingedynastiet. Nogle af de ældste skandinaviske kilder, som Ynglingatal, Vestgøtaloven og Gutasagaen fortæller om kongen over svearne og "Konge af Uppsala".
I middelalderen var det den største landsby i Uppland, hvor den østlige del sandsynligvis var den svenske krones kompleks af bygninger, den såkaldte Uppsala öd. Den vestlige del bestod af den kongelige bygning: kungsgården.
Det var også Alle svenskeres ting, et ting der blev afholdt fra forhistorisk tid til middelalderen i slutningen af februar eller begyndelsen af marts.
Det blev afholdt i forbindelse til den store fest Disting og den nordiske religiøse fejring Dísablót.
Upllandsloven skriver at det var under denne forsamling, at kongen kaldte til leding til krig og togter den kommende sommer, og at alle besætninger blev besluttet.
I 1164 blev det gjort til bispedømme.